# John A. Osborn
Pour les articles homonymes, voir Osborn.
John A. Osborn (28 juillet 1939 - 23 avril 2000) est un chimiste britannique. Il a beaucoup contribué au développement de la catalyse homogène et de la chimie organométallique.

## Biographie
Après des études à l'université de Cambridge en Angleterre (Bachelor with honours 1962), il obtient une thèse de doctorat à l'université Imperial College à Londres sous la direction de Sir Geoffrey Wilkinson (prix Nobel de chimie 1973). Durant cette période, il contribue de façon décisive à la découverte du catalyseur de Wilkinson RhCl(PPh3)3. Sous la recommandation de son directeur de thèse, il accepte un poste d'assistant-professor (1967-1972) puis d'associate-professor (1972-1975) à l'université Harvard à Cambridge aux États-Unis.
Son premier doctorant est alors Richard R. Schrock (prix Nobel de chimie 2005) avec lequel il développe le catalyseur de Schrock-Osborn [(PR3)2RhS2]+ (S = solvant) qui est une espèce cationique dérivée du catalyseur de Wilkinson,. Durant son passage à Harvard, Il enseigne la chimie organométallique et la catalyse homogène avec les métaux de transition incitant des vocations dans ce domaine à de nombreux étudiants, notamment Ryōji Noyori (prix Nobel de chimie 2001) qui était étudiant post-doctorant à Harvard à la même période. Il rencontre Jean-Marie Lehn (Prix Nobel de Chimie 1987) qui fut professeur invité à Harvard en 1972 puis en 1974 et qui l'invite à rejoindre l'université Louis-Pasteur de Strasbourg en 1975. À Strasbourg, il devient professeur de l'université et dirigera un laboratoire de recherche CNRS-université jusqu'à son décès prématuré. Durant cette période, il développe notamment :
- des catalyseurs de métathèse des oléfines à base de tungstène(VI), connus pour être extrêmement actifs[5] ;
- des systèmes catalytiques pour les réactions de carbonylations (à base de palladium)[6] d'hydrosilylation (à base de platine)[7];
- la synthèse asymétrique d'amines par hydrogénation[8].

Au cours des dernières années, il porta son attention sur les propriétés catalytiques de complexes oxo (M=O) et imido (M=NR) à haut degré d'oxydation. Ces observations ont conduit à la découverte de catalyseurs moléculaires nouveaux du rhénium(VII) pour le réarrangement d'alcools allyliques.

## Prix et distinctions
- Corday-Morgan Prize Chemical Society, Londres 1976
- Prix Lespiau, Académie des sciences, Paris 1989
- Prix Achille Le Bel, Société chimique de France, 1998
- Membre de l'Institut universitaire de France
- Membre de l'Academia Europaea